# Сенегамбія

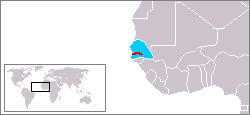
Сенегал
Гамбія

Конфедерація Сенегамбія — м'яка конфедерація, що існувала з 1982 до 1989 року, до складу якої входили західноафриканські країни Сенегал та Гамбія. Конфедерація була створена 1 лютого 1982 року (угоду про створення було підписано 12 грудня 1981) з метою сприяння розширенню співробітництва між двома країнами. Угоду було анульовано Сенегалом 30 вересня 1989 після відмови Гамбії від переходу до більш інтегрованої форми союзу.

## Історія
Адміністративно-територіальна одиниця з назвою «Сенегамбія» завдячує своєю появою колоніальним силам Англії та Франції, що протистояли в регіоні. Таке протистояння почалось у XVI столітті, коли обидві сторони почали закладати торгові форпости — центром французького впливу стало гирло річки Сенегал та район Зеленого мису, англійського — гирло річки Гамбія (сфери впливу частково перетинались). Регіон був дуже важливим для обох імперій внаслідок свого вигідного економічно-географічного положення: то було найзручніше місце для розміщення перевалочних баз, що обслуговували торгівлю метрополій та їхніх американських колоній, до того ж там розміщувався відправний пункт торгівлі африканськими рабами. По мірі того, як прибутки, що давали колонії, зростали, Франція та Англія виношували плани розширення своїх сфер впливу. З 1500 до 1758 року держави використовували свої флоти у спробах вибити суперника з регіону. Зрештою, 1758 року англійці досягли успіху, захопивши французьке гирло річки Сенегал, та сформували першу Сенегамбію — королівську колонію. Занепад об'єднаного таким чином регіону розпочався 1779 року, коли французи відбили Сен-Луї та спалили основні поселення британців у гирлі Гамбії, та призвів до розформування об'єднаної колонії 1783 року.
Версальський мирний договір (1783) установив баланс сил у регіоні: Сен-Луї, острів Горе й річка Сенегал були повернуті Франції, а Гамбія відійшла до Британії. У 1860-их та 1870-их роках обидві сторони почали обговорювати комерційний план об'єднання регіону, в якому французи пропонували обміняти інше своє західноафриканське володіння на Гамбію, проте обмін так і не було завершено. Регіон було розділено, та, конкуруючи між собою, Франція та Англія не могли встановити офіційний кордон між колоніями до 1889 року, коли французи погодились визнати існуючий кордон між володіннями й перемістити свої прикордонні пости. Таке рішення поставило перед майбутнім Сенегалом (здобув незалежність 1960) та Гамбією (незалежна з 1965) складну проблему: як успішно існувати двом окремим державам у регіоні, що зберігає єдність різних культурних цінностей; навіщо потрібен кордон, що вбиває клин однієї держави до самого серця іншої.

## Прикордонні труднощі
У кожній з країн охорона кордону породжує специфічні проблеми двосторонніх відносин, особливо у галузі торгівлі й контролю над прикордонними територіями. Для обох країн найважливішою проблемою є проникність кордону для злочинних елементів, легкість, з якою насилля може поширюватись усім регіоном. Враховуючи народності, що проживають по обидві сторони кордону, вдалі незаконні дії з одного боку кордону можуть привабити тих, хто співчуває, з іншого, що потягне за собою небезпеку для демократичних режимів в обох країнах.

Занепокоєння такого роду стали реальністю 1981 року, коли сталась спроба усунення від влади президента Гамбії Джавари. Після цього серед прозахідних сил у Сенегалі зростало занепокоєння за свою безпеку: сусідні країни могли використати тепер як Гамбію та сепаратистів регіону Казаманс (група сенегальських провінцій на південь від Гамбії, що розташовані на річці Казаманс), так і інші групи дисидентів, щоб дестабілізувати уряд в Дакарі. Особлива загроза, на їхню думку, походила від Гани, Малі, Гвінеї (під керівництвом президента Ахмеда Секу Туре), Гвінеї-Бісау та Лівії Муаммара Каддафі. Втім частина таких хвилювань була спричинена спекуляціями деяких членів уряду в Дакарі, згодом (за часів розпаду Конфедерації Сенегамбія) відбувались прикордонні сутички між Сенегалом та Мавританією. Після тієї спроби збройні сили Сенегалу було введено до Гамбії з метою зупинення чи попередження перевороту. Ставало все складніше підтримувати безпеку в регіоні.
Конфедерація з Гамбією завдавала Сенегалу економічних збитків через розбіжності у торговій політиці країн. З моменту здобуття незалежності уряд Сенегалу встановлював торгові перешкоди для забезпечення конкурентної переваги французьких товарів, у Гамбії ж обмеження на імпорт фактично були відсутніми. Такі відмінності спричинили велику нішу для чорного ринку на сенегальсько-гамбійському кордоні, пов'язану з перепродажем до Сенегалу більш дешевих промислових виробів з території Гамбії. Також через чорний ринок відбувався витік експортних товарів до Гамбії. Уряд Сенегалу запровадив систему відтермінованої оплати для арахісових ферм, що полягала в такому: фермери продавали урожай Дакару й отримували за нього ваучер, так званий чіт, який вони зможуть обміняти на готівку за три місяці. Не бажаючи чекати, поки сенегальський уряд видасть готівку за ваучерами, значна кількість фермерів почала контрабандним шляхом відправляти товар до Банджула, де гамбійський уряд сплачував за нього готівкою; до 1990 року 20% всього ринку арахісу в Гамбії складала контрабанда з Сенегалу.

## Створення конфедерації

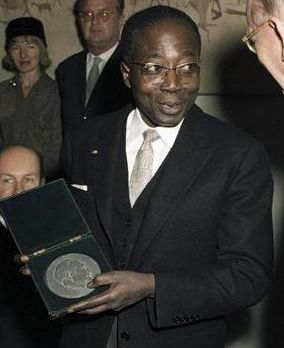
Перший президент Сенегалу Леопольд Седар Сенгор

По суті Конфедерація Сенегамбія була прагматичним виходом зі становища, що склалось, який походив від взаємного бажання забезпечити безпеку. Уряд Сенегалу остерігався можливої нестабільності в країні, яку міг спровокувати як переворот у сусідній Гамбії, так і повстання в регіоні Казаманс. Такі занепокоєння ледь не стали реальністю 30 липня 1981, коли ліві сили в Гамбії підбурили повстання проти президента Джавари. Незважаючи на сприятливий підсумок подій, сама можливість насильницького усунення влади в їхніх країнах сильно занепокоїла уряди як у Банджулі, так і в Дакарі, спонукнувши втілення ідей об'єднання. Леопольд Седар Сенгор, перший президент Сенегалу, був одним з «les trois pères» («трійка батьків-засновників») Негритюду — літературно-філософського та ідеологічного соціалістичного руху, що заохочував загальне об'єднання всіх африканців у діаспори з метою долучення до загальноафриканської культури . Віра Сенгора в негритюд не лише висловлювалась словами про можливості злиття Сенегалу й Гамбії, але й сприяла появі у нього думки, що процес є природним і тому пройде безболісно.
У 1960-их роках Сенегал і Гамбія звернулись до ООН з проханням вивчити можливість здійснення плану об'єднання й вигоду, яку отримує кожна з країн від такого кроку. Незважаючи на короткий період існування союзу, Конфедерація Сенегамбія була одним з найтриваліших африканських об'єднань того періоду. То була не лише спроба розв'язання проблем, що накопичились між двома країнами: Сенегамбія дала новий імпульс концепції панафриканізму.

## Розпад конфедерації
Ідея інтеграції підтримувалась в основному урядами двох країн та елітами; ані в Гамбії, ані в Сенегалі широкі маси не були дійсно зацікавленими в об'єднанні. Лишень зникла загроза політичної нестабільності, обидві країни одразу ж повернулись до традиційних занепокоєнь і стереотипі відносно одне одного. Уряд Гамбії (та її народ), як це звичайно відбувалось у таких ситуаціях, що траплялись в історії під час об'єднання маленької країни з великою, почали остерігатись втрати власної ідентичності через сенегальський вплив.

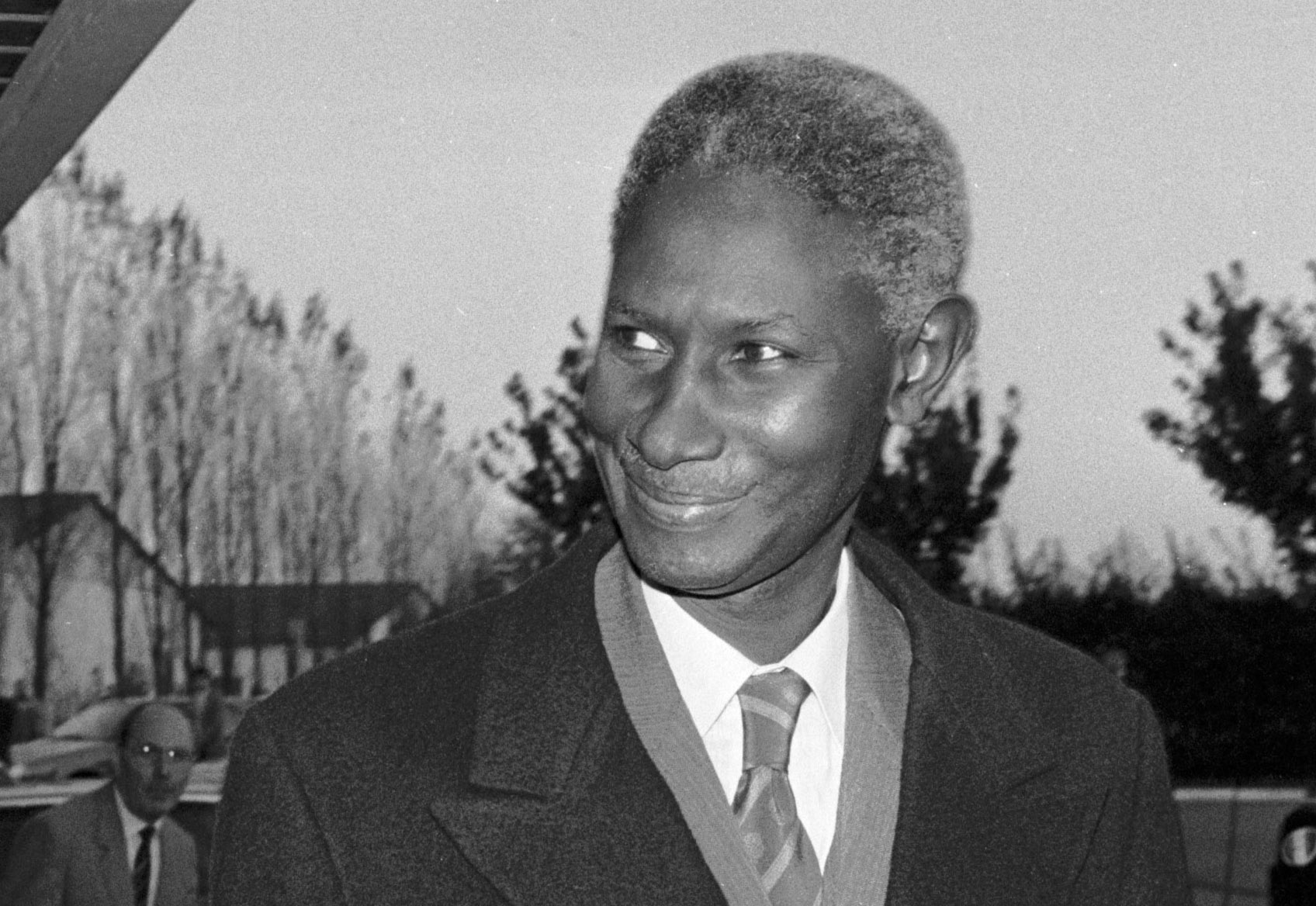
Другий президент Сенегалу Абду Дьюф

Оскільки Сенегамбія базувалась на взаємному бажанні убезпечити кордон, то необхідно було шукати якісь нові інструменти заохочення інтеграції; перед урядами двох країн постала дилема: або продовжувати інтеграцію, або денонсувати угоду. Юридично розпад було зафіксовано 23 серпня 1989 року, коли президент Сенегалу Дьюф дійшов висновку щодо безперспективності Конфедерації після провалу перемовин про перехід до митного союзу.